# Purple Records
Purple Records – wytwórnia płytowa założona w roku 1971 przez kierownictwo zespołu Deep Purple. Ich wydania były rozprowadzane przez EMI. Wytwórnia działała do roku 1979, ale jej działalność ponownie została przywrócona w roku 1997 przez Simona Robinsona z RPM Records.

## Edycje artystów w latach 1971–1979
Deep Purple, Hard Stuff, Rupert Hine, Tony Ashton, The Bumbles, Silverhead, Jon Pertwee, Yvonne Elliman, Carol Hunter, Michael Des Barres, Tucky Buzzard, David Coverdale, Curtiss Maldoon, Gnasher, Elf, Marlon and Jon Lord.